# Clematis ianthina
Clematis ianthina là một loài thực vật có hoa trong họ Mao lương. Loài này được Koehne mô tả khoa học đầu tiên năm 1893.